# Spelartrupper under sydamerikanska mästerskapet i fotboll 1916
Denna artikel innehåller samtliga spelartrupper under sydamerikanska mästerskapet i fotboll 1916 som spelades i Argentina 2 juli till 17 juli 1916.

## Argentina
Förbundskapten: Tomás Wilson
| Nr | Pos. | Namn                 | Födelsedatum (ålder)     | Matcher | Mål |           | Klubb                   |
| -- | ---- | -------------------- | ------------------------ | ------- | --- | --------- | ----------------------- |
|    | A    | Gerónimo Badaracco   |                          |         |     | Argentina | San Isidro              |
|    | A    | Claudio Bincaz       | 10 maj 1897 (19 år)      |         |     | Argentina | San Isidro              |
|    | A    | Juan Felix Cabano    |                          |         |     | Argentina | Argentino (Q)           |
|    | F    | Juan Domingo Brown   | 21 juni 1888 (28 år)     |         |     | Argentina | Quilmes                 |
|    | F    | Arturo Chiappe       |                          |         |     | Argentina | River Plate             |
|    | F    | Zenón Díaz           | 31 december 1880 (35 år) |         |     | Argentina | Rosario Central         |
|    | MF   | Cándido García       | 2 december 1895 (20 år)  |         |     | Argentina | River Plate             |
|    | A    | Carlos Guidi         |                          |         |     | Argentina | Tiro Federal            |
|    | A    | Ennis Hayes          | 10 maj 1896 (20 år)      |         |     | Argentina | Rosario Central         |
|    | A    | Juan Enrique Hayes   | 20 januari 1891 (25 år)  |         |     | Argentina | Rosario Central         |
|    | F    | Adolfo Heissinger    |                          |         |     | Argentina | Tigre                   |
|    | A    | Juan Hospital        |                          |         |     | Argentina | Racing Club             |
|    | MV   | Carlos Isola         |                          |         |     | Argentina | River Plate             |
|    | A    | José Laguna          |                          |         |     | Argentina | Huracán                 |
|    | A    | Alberto Marcovecchio | 6 mars 1893 (23 år)      |         |     | Argentina | Racing Club             |
|    | MF   | Pedro Martínez       |                          |         |     | Argentina | Huracán                 |
|    | MF   | Ricardo Naón         |                          |         |     | Argentina | Gimnasia y Esgrima (LP) |
|    | A    | Alberto Ohaco        | 12 januari 1889 (27 år)  |         |     | Argentina | Racing Club             |
|    | MF   | Francisco Olazar     | 10 juli 1885 (30 år)     |         |     | Argentina | Racing Club             |
|    | A    | Juan Perinetti       | 2 januari 1891 (25 år)   |         |     | Argentina | Racing Club             |
|    | F    | Armando Reyes        |                          |         |     | Argentina | Racing Club             |
|    | MV   | Juan José Rithner    |                          |         |     | Argentina | Porteño                 |
|    | MV   | Carlos Tomás Wilson  | 5 januari 1889 (27 år)   |         |     | Argentina | San Isidro              |

## Brasilien
Förbundskapten: Sylvio Lagreca
| Nr | Pos. | Namn                    | Födelsedatum (ålder)      | Matcher | Mål |           | Klubb          |
| -- | ---- | ----------------------- | ------------------------- | ------- | --- | --------- | -------------- |
|    | A    | Alencar                 | 6 september 1892 (23 år)  |         |     | Brasilien | Americano      |
|    | A    | Amílcar                 | 29 mars 1893 (23 år)      |         |     | Brasilien | Corinthians    |
|    | A    | Arnaldo                 |                           |         |     | Brasilien | Santos         |
|    | F    | Carlito                 |                           |         |     | Brasilien | Paulistano     |
|    | MV   | Casemiro                | 14 september 1897 (18 år) |         |     | Brasilien | Mackenzie      |
|    | A    | Demósthenes             |                           |         |     | Brasilien | Palmeiras      |
|    | MF   | Giácomo Facchine        |                           |         |     | Brasilien | Campos Elíseos |
|    | A    | Arthur Friedenreich     | 18 juli 1892 (23 år)      |         |     | Brasilien | Paysandu       |
|    | MF   | Galo                    |                           |         |     | Brasilien | Flamengo       |
|    | MF   | Sílvio Lagreca          | 14 juni 1895 (21 år)      |         |     | Brasilien | São Bento-SP   |
|    | A    | Luiz Maia De B. Menezes |                           |         |     | Brasilien | Botafogo       |
|    | A    | Lulu Rocha              |                           |         |     | Brasilien | Botafogo       |
|    | MV   | Marcos                  | 25 december 1894 (21 år)  |         |     | Brasilien | Botafogo       |
|    | MF   | Alberto Martins         |                           |         |     | Brasilien | Uniao Lapa     |
|    | A    | Mimi                    | 10 april 1892 (24 år)     |         |     | Brasilien | Botafogo       |
|    | F    | Nery                    |                           |         |     | Brasilien | Flamengo       |
|    | F    | Orlando                 |                           |         |     | Brasilien | Paulistano     |
|    | F    | Osny                    |                           |         |     | Brasilien | Botafogo       |
|    | MF   | Sidney Pullen           | 14 juli 1895 (20 år)      |         |     | Brasilien | Flamengo       |

## Chile
Förbundskapten: Carlos Fanta
| Nr | Pos. | Namn              | Födelsedatum (ålder) | Matcher | Mål |       | Klubb               |
| -- | ---- | ----------------- | -------------------- | ------- | --- | ----- | ------------------- |
|    | MF   | Enrique Abello    |                      |         |     | Chile | Deportes Magallanes |
|    | A    | Telésforo Báez    |                      |         |     | Chile | Santiago Wanderers  |
|    | F    | Enrique Cárdenas  |                      |         |     | Chile | Santiago Wanderers  |
|    | A    | Alfredo France    |                      |         |     | Chile | Estrella del Mar    |
|    | A    | Eufelio Fuentes   |                      |         |     | Chile | La Cruz             |
|    | A    | Manuel Geldes     |                      |         |     | Chile | Santiago Wanderers  |
|    | MV   | Manuel Guerrero   |                      |         |     | Chile | La Cruz             |
|    | A    | Enrique Gutiérrez |                      |         |     | Chile | Deportes Magallanes |
|    | A    | Roberto Moreno    |                      |         |     | Chile | Nacional Star       |
|    | A    | Hernando Salazar  |                      |         |     | Chile | Tander              |
|    | MF   | Enrique Teuche    |                      |         |     | Chile | Deportes Magallanes |
|    | MF   | Ramón Unzaga      |                      |         |     | Chile | Estrella del Mar    |
|    | F    | Marcos Wittke     |                      |         |     | Chile | Deportes Magallanes |

## Uruguay
Förbundskapten: Alfredo Foglino
| Nr | Pos. | Namn                 | Födelsedatum (ålder)    | Matcher | Mål |         | Klubb       |
| -- | ---- | -------------------- | ----------------------- | ------- | --- | ------- | ----------- |
|    | F    | Miguel Benincasa     |                         |         |     | Uruguay | River Plate |
|    | A    | José Brachi          |                         |         |     | Uruguay | Nacional    |
|    | F    | Francisco Castellino |                         |         |     | Uruguay | Nacional    |
|    | MF   | Pablo Dacal          |                         |         |     | Uruguay | Nacional    |
|    | MF   | Juan Delgado         |                         |         |     | Uruguay | Central     |
|    | F    | Alfredo Foglino      |                         |         |     | Uruguay | Nacional    |
|    | A    | Isabelino Gradín     | 8 juli 1897 (18 år)     |         |     | Uruguay | Peñarol     |
|    | A    | Rodolfo Marán        |                         |         |     | Uruguay | Universal   |
|    | MF   | Jorge German Pacheco |                         |         |     | Uruguay | Peñarol     |
|    | MF   | José Pérez           |                         |         |     | Uruguay | Peñarol     |
|    | A    | José Piendibene      | 5 juni 1890 (26 år)     |         |     | Uruguay | Peñarol     |
|    | A    | Ángel Romano         | 2 augusti 1893 (22 år)  |         |     | Uruguay | Nacional    |
|    | MV   | Cayetano Saporiti    | 14 januari 1887 (29 år) |         |     | Uruguay | Wanderers   |
|    | MF   | Pascual Somma        |                         |         |     | Uruguay | Nacional    |
|    | MF   | José Tognola         |                         |         |     | Uruguay | Reformers   |
|    | MF   | Antonio Urdinarán    | 30 oktober 1898 (17 år) |         |     | Uruguay | Defensor    |
|    | MF   | José Vanzzino        |                         |         |     | Uruguay | Nacional    |
|    | F    | Manuel Varela        |                         |         |     | Uruguay | Peñarol     |
|    | F    | Alfredo Zibechi      | 30 oktober 1895 (20 år) |         |     | Uruguay | Wanderers   |